# Nataša Gliha Komac
Nataša Gliha Komac, slovenska jezikoslovka, * 5. marec 1974, Šempeter pri Gorici, Slovenija.
Deluje kot raziskovalka na področju slovenskega jezika in kot univerzitetna predavateljica. Posveča se vprašanjem uporabnega jezikoslovja in sociolingvistike, predvsem jezikovnemu načrtovanju in jezikovni politiki na območju Republike Slovenije in širše. Podrobneje se ukvarja s položajem slovenskega jezika na jezikovno stičnih območjih, z rabo slovenskega jezika v javnih govornih položajih in z vprašanji standardizacije normativnosti in zvrstnosti slovenskega jezika. Na Inštitutu za slovenski jezik Frana Ramovša na ZRC SAZU (ISJFR) je od l. 2018 dalje namestnica predstojnika, sicer pa deluje kot znanstvena sodelavka pri eSSKJ na Leksikološki sekciji.  

## Življenje
Njena družina izvira iz mednarodnega mejnega prehoda Predel v Zgornjem Posočju, kamor se vedno znova rada vrača.
Obiskovala je Osnovno šolo Vladimirja Nazorja v Bovcu, se zatem vpisala na Gimnazijo Tolmin, kasneje pa je šolanje nadaljevala na Filozofski fakulteti v Ljubljani, kjer se je odločila za študij slovenskega jezika in sociologije. Leta 1998 je diplomirala iz didaktike slovenskega jezika in ljudske religioznosti, kasneje pa se je usmerila v študij slovenistike in leta 2002 magistrirala. Izobraževanje je zaključila leta 2008 z doktorsko disertacijo s področja splošnega jezikoslovja, v kateri je izpostavila vprašanja slovenske jezikovne skupnosti v jezikovno mešanem okolju Kanalske doline.
Že v študijskih letih je poučevala slovenščino na izbirnih tečajih slovenskega jezika v Kanalski dolini v Italiji. Pozneje je to delo razširila z raziskovalnim delom in delovanjem na kulturnem področju. Leta 1999 se je najprej zaposlila na Oddelku za primerjalno in splošno jezikoslovje Filozofske fakultete Univerze v Ljubljani, kjer je pozneje honorarno ptredavala tudi na Oddelku za slovenistiko. Več let je poučevala na Oddelku za komunikologijo na Fakulteti za družbene vede Univerze v Ljubljani, od leta 2013 dalje pa sodeluje na Podiplomski šoli ZRC SAZU. Pedagoške in raziskovalne izkušnje je nabirala tudi v tujini, kjer je v študijskih letih 2015/16 in 2016/17 kot gostujoča predavateljica poučevala na Oddelku za humanistične študije Univerze v Trstu, Italija, poleti 2007 pa je mesec dni preživela kot gostujoča raziskovalka na Univerzi Manitoba v Winnipegu, Kanada.
Njeno delo je bilo tudi nagrajeno; leta 2009 je prejela prvo nagrado na VII. nagradnem natečaju za diplomska, magistrska in doktorska dela na področju Slovencev v zamejstvu in po svetu pri Uradu Vlade RS za Slovence v zamejstvu in po svetu. 

Je članica mednarodnega svetovalnega odbora strokovnjakov za Evropsko listino o regionalnih ali manjšinskih jezikih (ECRML) pri Svetu Evrope, članica Komisije za slovenski jezik v javnosti pri SAZU, članica znanstvenega sveta Slovenskega raziskovalnega inštituta (SLORI) v Italiji in predsednica Slovenskega kulturnega središča Planika Kanalska dolina v Italiji. 

Velik del svojega poklicnega in raziskovalnega življenja namenja leksikologiji in leksikografiji ter sodeluje pri pripravi temeljnih slovarskih priročnikov na Inštitutu za slovenski jezik Frana Ramovša ZRC SAZU, osrednji predmet njenega raziskovanja pa ostajajo vprašanja slovenske jezikovne skupnosti v sosednjih državah ter problematike jezikovne politike in jezikovnega načrtovanja s poudarkom na potrebah uporabnikov. 
Velik del raziskovalnih zanimanj je posvetila raziskovanju slovenske skupnosti in položaju slovenskega jezika v Kanalski dolini. V diplomskih delih se je tako ukvarjala s slovenskim jezikom in ljudsko religioznostjo v Kanalski dolini, magistrsko delo je naslovila Širjenje slovenskega jezika v Kanalski dolini (2002) (COBISS), doktorirala pa je z delom Razvijanje sporazumevalne zmožnosti v slovenskem jeziku v jezikovno mešanem okolju Kanalske doline (2008) (COBISS).
Je avtorica štirih znanstvenih monografij, soavtorica petih strokovnih monografij, mdr. dvojezične angleško-slovenske monografije O slovenskem jeziku / On Slovene (2007, 2008), predstavitvene publikacije o slovenskem jeziku v obdobju predsedovanja Slovenije Evropski uniji, sodeluje pri temeljnih splošnih slovarjih slovenskega knjižnega jezika, tj.  pri Slovarju novejšega slovenskega besedja (2013), rastočem Sprotnem slovarju (2015–), drugi dopolnjeni in deloma prenovljeni izdaji Slovarja slovenskega knjižnega jezika 2 (2014) in rastočem e-Slovarju slovenskega knjižnega jezika (2016–), deluje kot urednica ter avtorica vrste znanstvenih in strokovnih prispevkov pa tudi kot publicistka (mesečna kolumna ezik me s(k)rbi v tedniku Družina, cikel jezikovnih kotičkov za Radio Trst A ipd.).

## Izbrana dela
- 2020. Helena Dobrovoljc, Tina Lengar Verovnik, Urška Vranjek Ošlak, Mija Michelizza, Peter Weiss, Nataša Gliha Komac: Kje pa vas jezik žuli: prva pomoč iz Jezikovne svetovalnice. Ljubljana: Založba ZRC, ZRC SAZU.
- 2019.  Černivec, Manca, Gliha Komac, Nataša, Jakop, Nataša, Ježovnik, Janoš (avtor, tehnični urednik), Kern, Boris, Klemenčič, Simona, Krvina, Domen, Ledinek, Nina, Meterc, Matej, Michelizza, Mija, Mirtič, Tanja, Pavlič, Matic, Perdih, Andrej (avtor, tehnični urednik), Petric, Špela, Race, Duša, Snoj, Marko, Žele, Andreja. Slovar slovenskega knjižnega jezika 2018. 1. e-izd. (pdf). Ljubljana: ZRC SAZU, Založba ZRC, 2019. Rastoči slovarji. (COBISS)
- 2019. Ahačič, Kozma, Dobrovoljc, Helena, Doupona, Marjeta, Gliha Komac, Nataša (avtorica in urednica), Hojnik, Janja, Huber, Damjan, Jakšič Ivačić, Živa, Juhart, Matjaž, Kogovšek, Damjana, Kovač, Polonca (avtorica in urednica), Kranjc, Simona, Kržišnik, Erika, Ledinek, Nina, Verovnik, Tina, Lipec-Stopar, Mojca, MIRTIČ, Tanja, Nidorfer-Šiškovič, Mojca, Pavlič, Matic, Podbevšek, Katarina, Poznanovič, Mojca, Romih, Miro, Smole, Vera, Smolej, Mojca, Snoj, Marko, Šorli, Mojca, Štumberger, Saška, Tivadar, Hotimir, Vadnal, Katja, Vižintin, Marijanca Ajša, Vogel, Jerica, Žagar, Mitja, Žavbi, Nina, Žele, Andreja, Žganec Gros, Jerneja, Žolgar, Ingrid. Pravna ureditev in programski dokumenti o jezikovni rabi in praksah jezikovnih uporabnikov v Republiki Sloveniji in uporabnikov slovenskega jezika v sosednjih državah in po svetu. Ljubljana: Založba ZRC, ZRC SAZU. (COBISS)
- 2018: Gliha Komac Nataša (gostujoča urednica). Slavia Centralis. Maribor: Filozofska fakulteta, Oddelek za slovanske jezike in književnosti, 2008-. (COBISS)
- 2016. Grošelj, Robert, Kenda-Jež, Karmen, Klemše, Vlado, Smole, Vera, Šekli, Matej, Gliha Komac, Nataša (urednica), Legan Ravnikar, Andreja (urednica). Lipalja vas in njena slovenska govorica. Ljubljana: Založba ZRC, ZRC SAZU. (COBISS)
- 2015. Religiosità popolare in Val Canale: Il teschio lavato e avvolto nel panno. Lubiana: Založba ZRC, ZRC SAZU. (COBISS)
- 2014. Ljudska religioznost v Kanalski dolini: o umiti in v prt zaviti lobanji. Ljubljana: Založba ZRC, ZRC SAZU. (COBISS)
- 2014. Bizjak Končar, Aleksandra (avtor, urednik), Snoj, Marko (avtor, urednik), Gložančev, Alenka, Kern, Boris, Kostanjevec, Polona, Krvina, Domen, Ledinek, Nina (avtor, tehnični urednik), Michelizza, Mija, Perdih, Andrej (avtor, tehnični urednik), Petric, Špela, Šircelj-Žnidaršič, Ivanka, Žele, Andreja, Mirtič, Tanja, Gliha Komac, Nataša, Klemenčič, Simona. Slovar novejšega besedja slovenskega jezika. Elektronska objava. Ljubljana: Založba ZRC, Znanstvenoraziskovalni center SAZU, 2014. [Zbirka Fran]. (COBISS)
- 2011. Slovenščina med jeziki Kanalske doline. Ljubljana: Fakulteta za družbene vede; Ukve: Slovensko kulturno središče Planika; Trst: SLORI. (COBISS)
- 2007, 2008. Monika Kalin Golob, Nataša Gliha Komac, Nataša Logar, Nataša Goršek Mencin. O slovenskem jeziku / On Slovene. 2. izd. Ljubljana: Evropski parlament, Informacijska pisarna za Slovenijo / European Parliament Information Office for Slovenia, Ministrstvo za kulturo Republike Slovenije / Ministry of Culture of the Republic of Slovenia, Služba Vlade Republike Slovenije za evropske zadeve / Governmnent Office for the European Affairs of the Republic of Slovenia. (COBISS)
- 2005. Dapit, Roberto, Gliha Komac, Nataša (avtorica in urednica), Smole, Vera (avtorica in urednik). Ovčja vas in njena slovenska govorica: raziskovalni tabor Kanalska dolina 2003 / Valbruna e la sua parlata slovena: stage di ricerca Val Canale 2003. Ukve: Slovensko kulturno središče Planika, Kanalska dolina / Centro culturale sloveno Stella alpina, Val Canale; Ljubljana: Inštitut za slovenski jezik Frana Ramovša ZRC SAZU / Istituto per la lingua slovena "Fran Ramovš" CRS ASSA, Založba ZRC / Casa editrice CRS, 2005. (COBISS)
- 2002. Na meji, med jeziki in kulturami. Trst: SLORI; Ukve: Slovensko kulturno središče Planika; Ljubljana: Inštitut za narodnostna vprašanja. (COBISS)